# Naoki Matsuyo
Naoki Matsuyo (Nara, 9 april 1974) is een voormalig Japans voetballer.

## Carrière
Naoki Matsuyo speelde tussen 1997 en 2009 voor Gamba Osaka.